# Ornella Barra
Pour les articles homonymes, voir Barra.
Ornella Barra (née en décembre 1953 à Chiavari) est une femme d'affaires monégasque d'origine italienne.

## Biographie
En 2016, elle figure dans la liste des « dix femmes les plus puissantes au monde ».